# كريستيان لوندبيرغ
كريستيان لوندبيرغ (بالدنماركية: Christian Lundberg)‏ هو لاعب كرة قدم دنماركي، ولد في 24 أغسطس 1970 في Skive, Denmark ‏ في الدنمارك. لعب مع نادي فايله.